# Pedro Sarmiento de Gamboa

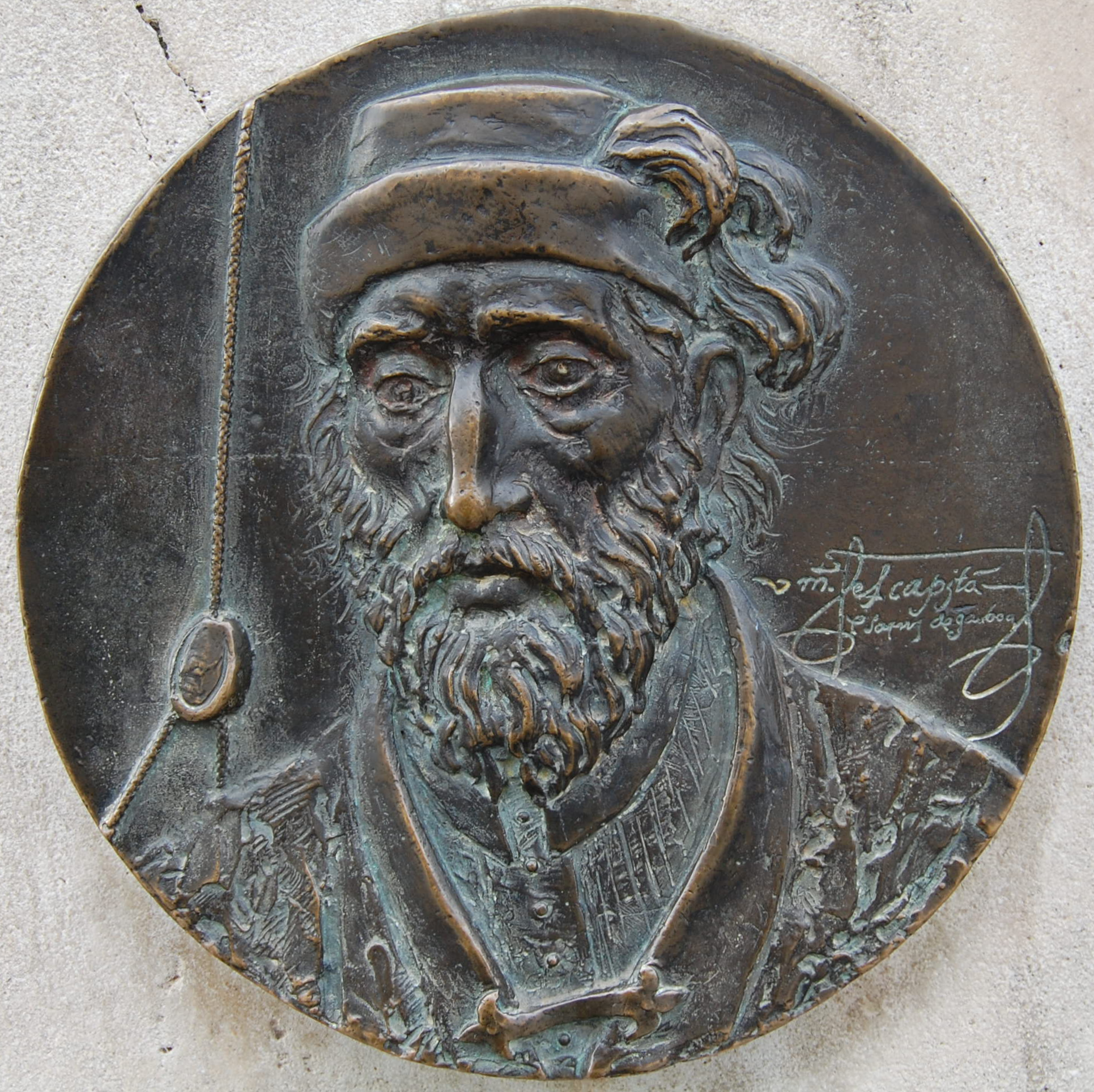
Pedro Sarmiento de Gamboa

Pedro Sarmiento de Gamboa (auch: y Gamba; * um 1532 in Alcalá de Henares; † 1592) war ein spanischer Seefahrer, Kosmograph, Historiker und Gouverneur der Region der Magellanstraße.

## Leben
Er war nach eigenem Bekunden der Sohn von Bartolomé Sarmiento aus Pontevedra in Galicien und María Gamboa aus Bilbao im Baskenland und wurde um 1532 in Alcalá de Henares bei Madrid geboren. Er verbrachte seine Kindheit im Haus seines Vaters an der galicischen Atlantikküste, bis er 18 Jahre alt war. Von 1550 bis 1555 war er Soldat und nahm an Kriegen in Europa teil. Danach ging er nach Amerika. Über Mexiko und Guatemala kam er 1555 nach Peru, wo er sich der Seefahrt widmete.
1568 war er an der Entdeckung der Salomonen durch Alvaro de Mendaña de Neyra beteiligt.

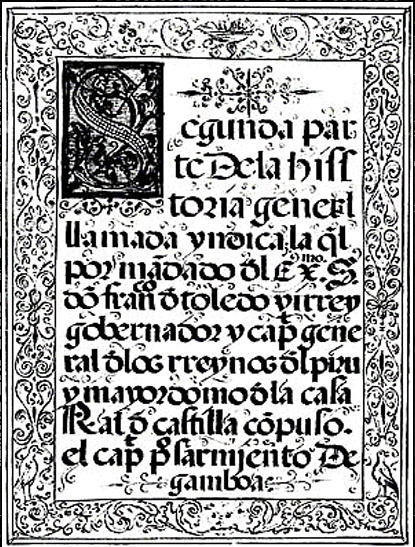
Titelblatt des zweiten Teils von Sarmientos Historia Índica (1572)

1570–1572 bereiste er Peru, sammelte alte Zeugnisse der Inka und ihrer Nachfahren und verfasste eine geographische Beschreibung des Landes sowie ein Geschichte der Inka (Historia Índica) und der spanischen Eroberung.
1579 wurde Gamboa vom Vizekönig von Peru, Francisco de Toledo, mit der Verteidigung aller spanischen Schiffe und Siedlungen an der Pazifikküste betraut. In dieser Zeit führte Francis Drake seine Raubzüge entlang der peruanischen und mexikanischen Küste durch und man nahm an, dass er durch die Magellanstraße zurückkehren würde. Gamboa sollte ihn aufhalten. Mit elf Schiffen, die 1579 von Callao aus gestartet waren, wartete er aber vergeblich in der Magellanstraße auf Drake, der über das Kap der Guten Hoffnung zurückgereist war, und kehrte 1580 nach Spanien zurück.
Philipp II. von Spanien beschloss auf Gamboas Bericht hin, die Magellanstraße befestigen zu lassen, ernannte ihn zum Gouverneur und Generalkapitän der Ländereien an der Magellanstraße und entsandte 24 Schiffe mit 2500 Mann an Bord unter Gamboa und Diego Flores Valdez, eine Fahrt, die für Gamboa nicht glücklich verlief: die Flotte verlor acht Schiffe im Sturm, und Valdez verließ Gamboa im Streit und reiste mit zwölf Schiffen nach Spanien zurück.
Gamboa erreichte mit den vier verbleibenden Schiffen 1583 die Magellanstraße, wo er an einem strategisch günstigen Ort das Fort Felipe bauen ließ, das spätere Puerto del Hambre. Er ließ eine Garnison von 300 Personen zurück, als er sich 1584 auf den Rückweg nach Europa machte. Unterwegs wurde er von einer englischen Flotte gefangen genommen und bis 1588 in England festgehalten. Seine Kolonie Fort Felipe war inzwischen aufgelöst und seine Bewohner entweder an Hunger gestorben oder in alle Winde zerstreut.
Nach seiner Freilassung wandte sich Gamboa an König Philipp, um seine Vorwürfe gegen Diego Flores Valdez vorzubringen, anscheinend aber ohne große Wirkung, denn Gamboa starb 1592 in Armut.
Ihm zu Ehren wurden der Monte Sarmiento in Feuerland und der Lago Sarmiento de Gamboa sowie der Sarmiento-Kanal in Chile genannt. Außerdem ist das spanische Forschungsschiff Sarmiento de Gamboa nach ihm benannt. Seine Lebensgeschichte wurde von Martin Selber in seinem Roman Verflucht, Sarmiento! (1976) literarisch verarbeitet.